# Échec entrepreneurial
La notion d'échec entrepreneurial se définit comme la renonciation, contrainte ou libre, à un projet de création d'entreprise ou à la dissolution d'une société nouvellement créée.

## Explication
Cette cessation d'activité peut être la résultante de facteurs économiques (liquidation d'entreprise) ou émaner de la volonté de l'entrepreneur (manque de ressources, démotivation...). L'échec entrepreneurial revêt donc une triple dimension :
- économique centrée sur les ressources de l’entreprise (« resource-based theory ») dans laquelle prime la notion de performance économique ;
- psychologique, (« goal-achievement gap theory »), l’échec des entreprises étant associé à la déception personnelle du fondateur à la suite de la non-concrétisation de ses aspirations et attentes initiales ;
- organisationnelle (« organizational failure theories »), ce sont les problèmes d'organisation inhérents à l'entreprise qui sont vecteurs d'inefficacité.
- structurelle : ce sont les problèmes inhérents à l'environnement économique, réglementaire et politique dans lequel l'entreprise est appelée à évoluer. Le taux de défaillances supérieur en France par rapport aux autres pays de l'OCDE depuis la première moitié des années 90 doit conduire à s'interroger prioritairement sur les raisons de cette différence.

Selon Madsen et Al, l’échec a une plus grande probabilité d’être facteur d’actions radicalement différentes voire novatrices. L’analyser systématiquement permettrait donc à l’entreprise ou l’entrepreneur d’obtenir des informations pour réussir dans ses projets futurs.

## Définition
Un échec représente le fait de commettre une déviation imprudente ou non intentionnelle par rapport à un objectif souhaité. En d’autres termes, il s’agit de ne pas parvenir à un objectif précis. Elles peuvent être uniques ou répétées.
Un échec organisationnel représente une erreur qui implique un dysfonctionnement dans l’organisation ou dans le management de l’entreprise. Cet échec peut survenir lorsque l’entreprise ou son management ne parviennent pas à réaliser des changements appropriés pour répondre aux évolutions de la concurrence. Différents niveaux d’échecs organisationnels existent, pouvant aller de l’erreur intentionnelle provenant d’un manque inconsidéré d’évaluation des risques jusqu’à l’erreur créative qui a cherché à implanter une innovation de manière infructueuse.

## Approche économique
Selon les statistiques de la Banque de France, en 2013, les défaillances d’entreprises ont touché 62 485 unités légales, soit une augmentation de 3.3 % sur un an. Par défaillance, il faut entendre une situation de procédure de redressement judiciaire ouverte à l’encontre de l’entreprise. Cette procédure intervient lorsqu'une entreprise est en état de cessation de paiement, c'est-à-dire qu'elle n'est plus en mesure de faire face à son passif exigible avec son actif disponible. Les liquidations à la suite d'une défaillance ne représentent qu'une partie de l'ensemble des cessations d'entreprises, de l'ordre de 20 %.
Ronstadt (1986) a découvert qu’en moyenne aux États-Unis, uniquement 31 % des entrepreneurs fermaient leur entreprise pour des raisons économiques alors que 26 % indiquaient que les raisons financières ne tenaient aucun rôle dans leur décision. Mayer et Goldstein (1961) trouvèrent que 20 % des nouvelles entreprises aux États-Unis fermaient en général pour des raisons non financières, par exemple à cause d’opportunités d’emplois externes, de la déception quant à la propriété d’une entreprise ou d’un « succès limité ».

## Approche psychologique
La décision de créer son entreprise émanerait de la conjonction d’au moins trois facteurs : la motivation entrepreneuriale, la perception d’une opportunité d’affaire, et le savoir-faire de l’entrepreneur potentiel. (Watkins, 1976). De la même manière, Paturel (1997) a proposé le modèle des « 3E » qui explique l’émergence d’une entreprise par la convergence entre les aspirations du créateur (E1), les compétences et ressources intégrées à l’entreprise (E2) et les possibilités de l’environnement (E3).
Il devient par conséquent aisé de percevoir que l’échec entrepreneurial n’est pas qu’une question de performance économique (qui elle-même peut être garantie par la réunion de compétences internes à l’entreprise et de conditions conjoncturelles favorables), mais a aussi pour racine la motivation de l’entrepreneur, la différence notable entre l’entreprise créée et ses aspirations initiales.

## Approche organisationnelle
Selon Argyris et Schön (1996), apprendre de ses erreurs survient lorsque celles-ci sont détectées, corrigées et supprimées. Cela sous-entend donc d’évaluer ses erreurs en perspective avec le cadre cognitif qui régit la manière de l’individu à interpréter les situations et à prendre ses décisions. Néanmoins, il est important de souligner, comme l’ont démontré Hareli, Shomrat et Biger (2005), que l’expérience de l’échec correspond à un évènement touchant pour l’individu en lui-même et implique en général de nombreuses émotions. Ces émotions peuvent alors influencer les choix sur la manière de gérer la situation et d’en tirer des leçons.
Trois importants aspects par rapport aux émotions ont été identifiés comme impactant la capacité à apprendre de ses erreurs : la période pendant laquelle l’échec est survenu, les capacités ou les relations dont on dispose pour l’affronter et son intensité.4
Selon Shepard et Chowdhury, l’échec organisationnel serait le produit de la répétition d’interactions infructueuses entre le management de l’entreprise et son environnement. Ils démontrent dans leur article que l’échec suit quatre étapes: le déclin, la réponse initiale, la transition et le résultat/la conséquence de l’échec. Les erreurs peuvent être diverses et variées et survenir à la suite de différents chemins de décision. Par exemple, elles peuvent provenir d’un excès de prudence qui provoque une « paralysie par l’analyse » ou encore d’une surestimation imprudente de ses propres capacités amenant à prendre des risques sans en peser les coûts et conséquences.

## Barrières qui empêchent l’échec de devenir constructif
Apprendre de ses erreurs n’est pas un processus simple. Cela suppose dans un premier temps d’en identifier les causes. Or dans une organisation, identifier les causes de l’échec n’est pas une chose aisée car il faut pour cela une totale transparence de la part des collaborateurs. En somme, il s’agit de mettre en place dans l’entreprise une culture de l’échec où ce dernier n’est pas un motif de honte mais permet au contraire de trouver des solutions toujours plus efficientes grâce à la discussion collective et à la concertation. Des barrières existent dans l’apprentissage par l’échec :
- Des barrières individuelles : car l’humain est programmé dès sa plus tendre enfance pour le succès et l’échec est souvent motif de stigmatisation.
- Des barrières au niveau des organisations : car l’entreprise bien qu’elle puisse entrevoir l’échec comme une bonne chose pour évoluer positivement sera néanmoins toujours centrée sur le succès et accordera plus de moyens et d’attention aux projets à succès qu’à ceux qu’il faut repenser[9].

## Enjeux du management pour apprendre de l’échec
En règle générale dans le monde de l’entreprise, il existe une forte tendance à étudier les entreprises ou méthodes ayant obtenu le plus de succès, sous forme par exemple de bonnes pratiques. Les cas d’échec présentés dans les organisations sont donc en général moins fréquents. Il y a donc un risque d’étendre des principes de management qui ne sont pas forcément efficaces.
Néanmoins, plus communément, les individus et les entreprises accordent plus d’attention à l’échec qu’au succès. Il existe en l’homme un biais psychologique qui tend à lui faire croire que le succès d’un projet est en partie dû à des facteurs environnementaux propres à chaque situation tandis que son échec est lui dû à des facteurs quasi universels. Par conséquent, les investisseurs ou les entreprises ont tendance à se focaliser davantage sur les raisons des échecs de leurs prédécesseurs plus que sur les raisons de leur succès.

### Moyens d’apprentissage
D’une manière globale, les individus et les entreprises s’adaptent selon deux modèles :
- L’apprentissage par expérience, où les expériences acquises en T influent sur les actions en T+1

Bien que ce mode d’adaptation entraîne une évolution positive de l’individu ou de la firme, il ne conduit pas toujours à un résultat optimal. Pire, il peut conduire à faire de mauvais choix par « superstition ». Dans cette vision des choses, les échecs connus en T ne devant pas être reproduits en T+1, les mesures prises en T sont forcément considérées mauvaises en T+1. Or, le cadre peut avoir changé, rendant les actions inefficaces de T efficaces en T+1. De plus, l’apprentissage par expérience conduit inexorablement à une situation d’aversion pour le risque si bien qu’une personne ayant connu un échec sera moins encline à reprendre des risques quel que soit l’importance du retour sur investissement.
- L’adaptation par sélection compétitive et imitation, où les actions en T+1 sont un condensé des bonnes pratiques de T

Le risque majeur de cette forme d’adaptation est que rien ne garantit que le succès rencontré en « T » soit un succès optimal. Il peut s’agir d’un succès à minima comparativement aux actions entreprises par d’autres firmes ou individus. Ainsi, il y aura reproduction d’un modèle facteur de succès mais sans considérer le réel potentiel des actions ayant échoué en T.

### Points clés dumanagementpour rendre l’échec constructif
Trois points clés permettent au management de créer un climat propice afin d’apprendre des échecs commis :
- La « tolérance aux erreurs »

Afin de limiter les barrières limitant l’impact positif de l’échec en termes d’apprentissage, il est important de développer une certaine tolérance aux erreurs pour rassurer et pousser les employés à s’améliorer. En effet, lorsque les spécialistes et les managers sont encouragés à être plus innovants et à prendre leurs propres initiatives, il faut aussi accepter qu’il est fort probable que des erreurs soient commises. Or, si dans la culture de l’entreprise, l’erreur peut être perçue comme un danger pour la carrière, admettre d’avoir échoué va être terriblement difficile et sera caché. Néanmoins, les erreurs provenant d’efforts créatifs pour améliorer les processus et les produits offerts par l’entreprise peuvent être facteur d’importantes avancées.
- Le capital social

Le capital social fait référence aux nombres de relations de qualité au sein d’une organisation qui permettent de créer un climat positif et de sécurité essentielle pour l’apprentissage des erreurs. Ce capital social peut être d’une très grande utilité pour limiter l’aspect négatif de l’échec en termes d’émotions et permettre de mieux réfléchir aux causes de l’échec pour parvenir à en tirer des enseignements.
De plus, le travail d’équipe apparait comme un avantage critique pour les questions d’apprentissage. Des objectifs coopératifs promeuvent les discussions cherchant à trouver des solutions et par conséquent à apprendre des erreurs commises.
- La sécurité psychologique

À la suite d'une étude concernant cinquante-et-une équipes de travail au sein d’une manufacture, il a été identifié que la sécurité psychologique au sein d’une équipe est bien souvent associée à la capacité d’apprendre.
Les relations entre les membres de l’équipe sont caractérisées par des comportements tacites et automatiques qui proviennent de la culture de l’entreprise et des croyances quant à la manière dont les choses s’y déroulent. Par exemple, au sein d’un même hôpital, deux infirmières possèdent une notion différente de l’échec. Si l’une explique : « Les erreurs sont sérieuses dû à la toxicité des drogues que nous utilisons. C’est pourquoi nous ne sommes jamais effrayées de les annoncer à l’infirmière en charge » alors qu’une autre dans une autre équipe rapporte « Les gens sont accusés pour les erreurs donc il ne faut pas en commettre sous peine d’être mis sous essai ». Ainsi, la sécurité au sein de l’équipe peut être un réel élément déterminant.